# Wieża Xrobb l-Għaġin
Wieża Xrobb l-Għaġin (malt. Torri ta’ Xrobb l-Għaġin, ang. Xrobb l-Għaġin Tower), pierwotnie znana jako Torre di Siuarep – zrujnowana wieża strażnicza w Xrobb l-Għaġin, w granicach Marsaxlokk na Malcie. Zbudowana została w roku 1659 jako ósma z wież de Redina. W roku 1761 wokół wieży zbudowano umocnienie (entrenchment) z dwoma redanami.
W chwili obecnej wieża jest mocno zrujnowana, gdyż zbudowana została z wapienia maltańskiego, łatwo podatnego na erozję. Pozostałości ukośnej podstawy wieży, jak również ogólny zarys umocnienia są ciągle widoczne.